# 三矢研究
三矢研究（みつやけんきゅう）とは、1963年（昭和38年）に自衛隊統合幕僚会議が作戦研究で極秘に行っていた机上作戦演習（シミュレーション）である。正式名称は昭和三十八年度総合防衛図上研究。名前の由来は「三十八年の研究」であることと、毛利元就の「三本の矢」の故事にならい、陸海空三自衛隊の統合という意味から名づけられた。

## 概要
紛争発生を想定したオペレーションズ・リサーチであり、統幕会議が昭和38年に図上研究として行った。統裁官は統幕事務局長田中義男陸将を長とし、統合幕僚会議の佐官級16名、研究部として陸海空の幕僚監部から佐官級36名が参加、1963年2月1日から6月30日まで行われた。

### 研究内容
概略としては、まず朝鮮半島で武力紛争（第二次朝鮮戦争）が発生し、これが日本に波及する場合を想定し、これを例題として非常事態に対する日本防衛のための自衛隊の運用並びにこれに関連する諸般の措置及び手続きを統合の立場から研究することを目的とした。
具体的なシナリオは以下のとおり。
1. 昭和3X年4月に第一動として韓国軍内の一部において反乱が起き在韓米軍がこれの鎮圧に出動、この状況に呼応するように日本国内の治安情勢が悪化。
2. 第二動として北朝鮮内でも動静が活発化し反乱軍に支援が行なわれる
3. 第三動として38度線を北朝鮮を主体とする共産軍が南下し第二次朝鮮戦争が勃発し、続いて西日本に対する武力侵攻の危機が高まる
4. 第四動として韓国国内の情勢悪化にともなう日本国外からの武力脅威が増大し自衛隊は米軍との共同作戦を開始
5. 第五動としてついに西日本が攻撃を受け、北日本ではソビエト連邦による北日本に対する武力侵攻の危機が増大し、朝鮮半島では戦術核が使用される
6. 第六動としてはソビエト連邦が北海道に進攻を開始し自衛隊と米軍の共同作戦が本格化
7. 第七動で日本全土に対するソビエト連邦軍による本格的海空攻撃が行なわれ、全戦場で核兵器が使用され（この時点で日本は壊滅的損害を被る）、最終的にサハリン、北朝鮮、満洲、中華人民共和国への反攻および核報復によってアメリカ合衆国が勝利する

という想定であった。
これら予想される第一動から第七動までの状況を想定して各段階における問題点の洗い出しを研究した。これらはいずれも核兵器を使用するにも拘らず、全面戦争に至らず局地紛争を想定しその対応策を研究するものであった。
その中において、朝鮮半島有事に対応するための日米共同作戦が実行される。攻勢面は米軍が担当し、防勢面では自衛隊が担当することとなっており、間接侵略に対しては自衛隊が国内治安の確保にあたり、外部からの侵略抑制には米軍がその対応にあたる。直接侵略に対しては自衛隊は防勢面を担当し、米軍は全般支援の他に自衛隊には不足する一部作戦を担当することとなっており、米軍の全面協力を前提としていた研究であった。
これがために国家機関・国民の総動員態勢を確保し、そのための軍法会議関連など87件の戦時諸法令も国会に提出成立させ（「非常時」としてクーデター的あるいは同時進行で整備中の想定を前提に2週間程度で）国家総動員体制を整備する。当時の自衛隊の作戦計画については国家機密に当たるために不明であるが、この研究は米ソデタントの時代まで日本の防衛戦略の前提的な研究であったと考えられる。

### 研究の発覚
1965年（昭和40年）2月10日の衆議院予算委員会において社会党の岡田春夫がこの研究の存在を発言し（暴露内容は第三動の部分に当たる）、一般的に研究の存在が知れ渡った。その後衆議院で松野頼三を小委員長とする「防衛図上研究問題等に関する予算小委員会」が設けられ、11回にわたって集中的に問題点の追求が行なわれた。

### 三矢研究問題
岡田がこの研究の存在を暴露した際、政府は虚を突かれた格好となった。野党はこの研究の全資料の提出を求め、
1. 三矢研究の性格と責任の所在
2. 政治領域への介入と軍事優先の考え方
3. シビリアンコントロールの不在

この3点を主に追及した。
これに対し防衛庁側は、
1. 当該研究は統合幕僚会議事務局長が長として行なった研究であり、研究という性質上結論は無く計画でもない
2. 当該研究は有事の際の統合運用を中心議題にしたものであり、防衛庁以外の諸機関の施策は想定であって、非常立法についてもそれぞれ権限のある諸機関が処理することが想定としておりこんでおり、核兵器の問題も政治判断を待つとした
3. 国会と自衛隊、政府と自衛隊、防衛庁内局と各幕僚監部の関係を見た際、既にシビリアンコントロールは成立している

と反論した。
この問題中において就任間もない佐藤栄作首相は不用意な発言を行い主導権は社会党側にあった。そのような中にあっても松野は委員長としての功績を評価され、1965年6月の第1次佐藤第1次改造内閣で防衛庁長官に起用された。
三矢研究問題はその後の国会において防衛問題をタブー視する風潮を助長する契機となった。
なお、極秘研究であった三矢研究が外部に漏洩したことは防衛庁内で問題となったが、誰が漏らしたのかは特定できないまま、1965年9月、三輪良雄防衛事務次官をはじめ26人に注意・戒告などの処分が下されている。岡田は議員引退後の1987年に出版した自伝『オカッパル一代記』の中で、資料提供者は作家の松本清張であったことを明らかにしているが、松本がどこから資料を入手したのかは明らかになっていない。また、岡田の告白によるマスコミの反響に対して、清張本人は経緯一切について明かさず沈黙を通した。

## その他
三矢研究を実施したのは第2次池田第2次改造内閣の防衛庁長官志賀健次郎の時期で、同研究が発覚した1965年当時の第1次佐藤内閣の防衛庁長官は小泉純也であった。また1978年には、当時統合幕僚会議議長であった栗栖弘臣陸将が、かつての法務科士官の立ち位置から「首相の防衛出動命令がない場合、自衛隊の第一線部隊指揮官は超法規的措置で対応することがあり得る」という所謂“超法規発言”を行い、政治問題化後も同様の主張を繰り返したために議長職を解任されている。
しかし栗栖の解任の2日後、首相の福田赳夫が防衛庁長官の三原朝雄に有事法制研究を命じたことで、これまで非公式に行われてきた有事法制研究が公式に行われることとなり、国防論議のタブーが破られ多くの国防論議が巻き起こることとなった。
三矢研究発覚から26年後の1991年、ソビエト連邦は崩壊してロシアと独立国家共同体に分解。38年後の2003年、小泉純也の息子である小泉純一郎が内閣総理大臣時代に、武力攻撃事態法が制定された。